# Wattisham Strict Baptist Chapel
De Wattisham Strict Baptist Chapel is een kleine kapel aan de Hitcham Road in het dorpje Wattisham. De kapel is in gebruik bij de Strict Baptists, een klein kerkverband in Engeland. De kapel is gebouwd in 1763 en herbouwd na een brand in 1825. Tegen de kapel is een woonhuis uit het begin van de 19e eeuw gebouwd.
Een groep inwoners van het kleine Wivelsfield stichtte de gemeente in 1763. Voorheen liep men iedere zondag 15 mijl naar het dichtstbijzijnde Baptistenkerkje in Woolverstone. De eerste predikant van de gemeente was John Hitchcock. Sommige predikanten hebben lang in de gemeente gestaan. Van 1830 - 1879 werd de gemeente bediend door rev. J. Cooper en van 1965 - 2003 werd de gemeente bediend door rev. G.D. Hawkins. Sinds de 18e eeuw zijn de diensten volgens een gemeentelid niet gewijzigd. Door de vrouwelijke bezoekers wordt het hoofd bedekt. Het kerkje wordt heden ten dage bezocht door circa 60-70 personen. Diensten worden gehouden op zondagen op 10.45 en 18.30 en op vrijdagen (november tot maart) op 19.30.
Het gebouw is in 1980 opgenomen op de monumentenlijst van English Heritage onder monumentnummer ID: 277121.

## Afbeeldingen

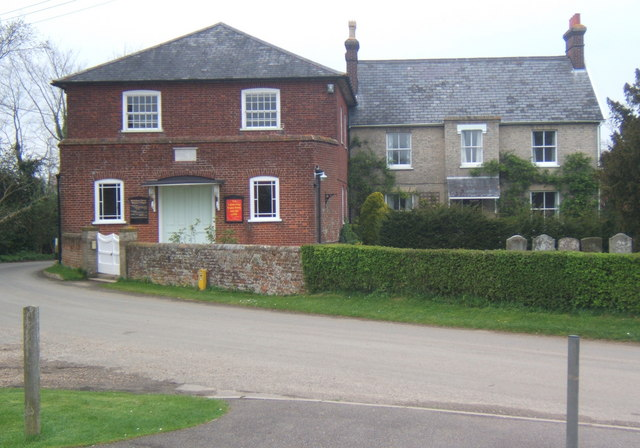
Vooraanzicht
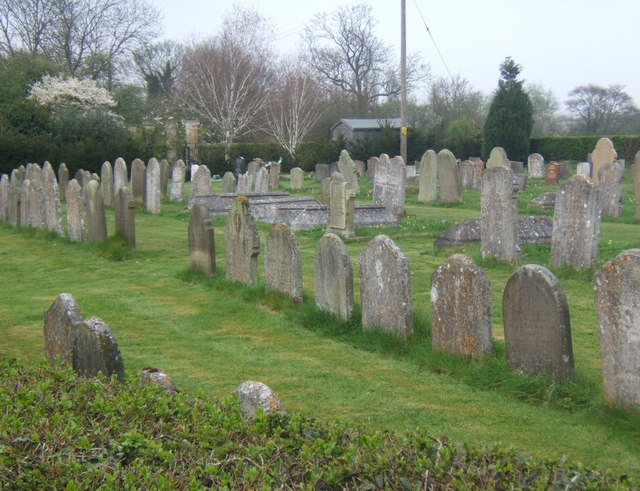
Begraafplaats bij de kapel
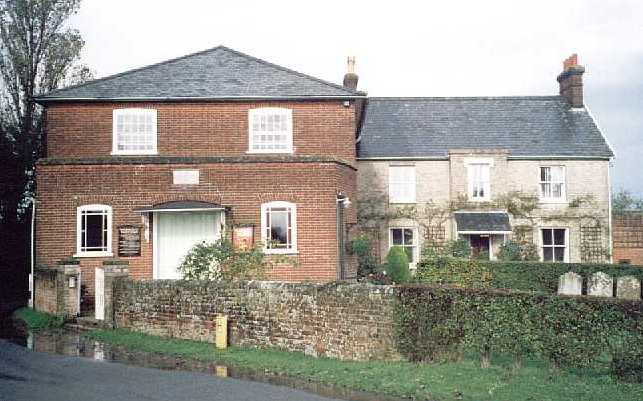
Nogmaals een vooraanzicht